# Coppa della Germania Est 1979-1980
La Coppa della Germania Est 1979-80 fu la ventisettesima edizione della competizione.

## Eliminatorie
(12 agosto 1979)
| BSG Motor Stralsund - BSG Rotation Berlin          | 2:0 |
| BSG Motor Eberswalde - ASG Vorwärts Neubrandenburg | 1:0 |
| BSG Motor Süd Brandenburg - BSG Motor Babelsberg   | 2:5 |

## 1º turno
(19 agosto 1979)
| BSG Bergmann Borsig Berlin II* - BSG Motor Babelsberg         | 0:8              |
| BSG Energie Cottbus II* - FSV Lokomotive Dresden              | 0:1              |
| ASG Vorwärts Kamenz* - BSG Motor FH Karl-Marx-Stadt           | 3:0              |
| BSG Landbau Bad Langensalza* - ASG Vorwärts Plauen            | 2:5 dts          |
| ASG Vorwärts Strausberg* - BSG Motor Stralsund                | 5:0              |
| BSG WiWeNa Naumburg* - BSG Motor Nordhausen                   | 1:2              |
| BSG Motor Neustadt/Orla* - BSG Chemie IW Ilmenau              | 4:2 dts          |
| BSG Fortschritt Meerane* - BSG Fortschritt Weida              | 1:3              |
| TSG MAB Schkeuditz* - BSG Chemie Zeitz                        | 1:3              |
| BSG Traktor Klötze* - BSG Lokomotive Stendal                  | 1:0              |
| BSG Lokomotive Malchin* - BSG Post Neubrandenburg             | 0:9              |
| BSG Motor Hennigsdorf* - ISG Schwerin Süd                     | 4:0              |
| ASG Vorwärts Stralsund II* - TSG Wismar                       | 1:2              |
| BSG Aufbau Sternberg* - BSG Schiffahrt/Hafen Rostock          | 1:0              |
| BSG Lokomotive Meiningen* - BSG Motor Rudisleben              | 2:6              |
| BSG Motor Wolgast - FC Hansa Rostock                          | 0:3              |
| BSG Chemie Premnitz - BSG Stahl Hennigsdorf                   | 1:3              |
| SG Dynamo Schwerin - BSG Bergmann Borsig Berlin               | 3:0              |
| BSG NARVA Berlin - TSG Neustrelitz                            | 1:0              |
| BSG Fortschritt Weißenfels - BSG Motor Suhl                   | 6:4              |
| BSG Akt. Brieske-Senftenberg - BSG Stahl Eisenhüttenstadt     | 3:0              |
| BSG Aktivist Schwarze Pumpe - BSG Halbleiterwerk Frankfurt/O. | 3:0              |
| BSG Wismut Gera - SG Dynamo Eisleben                          | 2:0              |
| BSG Aktivist Kali Werra Tiefenort - BSG Stahl Blankenburg     | 0:1              |
| BSG KKW Greifswald - BSG Motor Eberswalde                     | 4:4 dts, 4:3 dcr |
| BSG Stahl Nordwest Leipzig - BSG Stahl Brandenburg            | 1:2              |
| TSG Gröditz - ASG Vorwärts Dessau                             | 1:2              |
| BSG Motor ROBUR Zittau - BSG Fortschritt Bischofswerda        | 0:1              |
| TSG Lübbenau - BSG Chemie Böhlen                              | 1:7              |
| BSG Motor Hermsdorf - BSG Motor Werdau                        | 1:2              |
| BSG Robotron Sömmerda - BSG Chemie Buna Schkopau              | 0:4              |
| BSG Chemie Schwarza - BSG Aktivist Espenhain                  | 4:5              |
| BSG Chemie PCK Schwedt - ASG Vorwärts Stralsund               | 1:2              |
| BSG Einheit Wernigerode - BSG Motor Weimar                    | 1:4              |
| BSG Chemie Wolfen - BSG Energie Cottbus                       | 2:4              |
| BSG Chemie Veritas Wittenberge - TSG Bau Rostock              | 3:4              |

## Turno Intermedio
(16 settembre 1979)
| BSG Motor Neustadt/Orla* - BSG Motor Rudisleben             | 1:2     |
| BSG Traktor Klötze* - SG Dynamo Schwerin                    | 1:3     |
| ASG Vorwärts Kamenz* - BSG Wismut Gera                      | 4:1     |
| BSG Aufbau Sternberg* - FC Hansa Rostock                    | 1:3     |
| ASG Vorwärts Strausberg* - BSG Aktivist Brieske-Senftenberg | 1:2     |
| BSG Post Neubrandenburg - BSG Motor Hennigsdorf*            | 3:2     |
| BSG Fortschritt Weißenfels - BSG Chemie Zeitz               | 2:1     |
| BSG NARVA Berlin - TSG Bau Rostock                          | 1:8     |
| BSG Motor Babelsberg - BSG Aktivist Schwarze Pumpe          | 3:0     |
| BSG Stahl Hennigsdorf - TSG Wismar                          | 2:4     |
| BSG Chemie Buna Schkopau - BSG Fortschritt Weida            | 3:1     |
| BSG Motor Werdau - BSG Fortschritt Bischofswerda            | 4:0     |
| ASG Vorwärts Stralsund - BSG KKW Greifswald                 | 5:1     |
| BSG Energie Cottbus - BSG Stahl Brandenburg                 | 1:0     |
| BSG Motor Weimar - ASG Vorwärts Plauen                      | 2:1 dts |
| BSG Stahl Blankenburg - BSG Aktivist Espenhain              | 3:0     |
| ASG Vorwärts Dessau - BSG Motor Nordhausen                  | 1:0     |
| FSV Lokomotive Dresden - BSG Chemie Böhlen                  | 1:2 dts |

## 2º Turno
(20 ottobre 1979)
| ASG Vorwärts Kamenz* - Berliner FC Dynamo                  | 1:2     |
| BSG Motor Weimar - 1. FC Magdeburg                         | 0:4     |
| SG Dynamo Schwerin - Union Berlino                         | 3:2     |
| BSG Motor Werdau - SG Dynamo Dresden                       | 0:4     |
| TSG Wismar - FC Vorwärts Frankfurt/Oder                    | 0:1 dts |
| BSG Chemie Buna Schkopau - FC Karl-Marx-Stadt              | 0:1     |
| BSG Fortschritt Weißenfels - FC Rot-Weiß Erfurt            | 2:6     |
| BSG Stahl Blankenburg - FC Carl Zeiss Jena                 | 2:3     |
| ASG Vorwärts Stralsund - BSG Chemie Leipzig                | 5:0     |
| SG Motor Babelsberg - BSG Stahl Riesa                      | 0:3     |
| BSG Chemie Böhlen - BSG Wismut Aue                         | 5:4 dts |
| BSG Motor Rudisleben - Hallescher FC Chemie                | 0:1     |
| BSG Aktivist Brieske-Senftenberg - BSG Sachsenring Zwickau | 1:3     |
| BSG Post Neubrandenburg - 1. FC Lokomotive Leipzig         | 2:5 dts |
| FC Hansa Rostock - BSG Energie Cottbus                     | 4:1     |
| TSG Bau Rostock - ASG Vorwärts Dessau                      | 1:3     |

## Ottavi di finale
(10 novembre 1979)
| SG Dynamo Dresden – Hallescher FC Chemie            | 4:0     |
| ASG Vorwärts Dessau – FC Hansa Rostock              | 1:3     |
| 1. FC Lokomotive Leipzig – SG Dynamo Schwerin       | 4:0     |
| BSG Stahl Riesa – 1. FC Magdeburg                   | 4:3 dts |
| BSG Chemie Böhlen – Berliner FC Dynamo              | 0:2     |
| FC Rot-Weiß Erfurt – FC Karl-Marx-Stadt             | 3:1     |
| FC Carl Zeiss Jena – BSG Sachsenring Zwickau        | 3:1     |
| ASG Vorwärts Stralsund – FC Vorwärts Frankfurt/Oder | 1:2     |

## Quarti di finale
(22 dicembre 1979)
| Squadra 1            | Risultato | Squadra 2       |
| -------------------- | --------- | --------------- |
| Hansa Rostock        | 1 - 2     | Carl Zeiss Jena |
| Rot-Weiß Erfurt      | 2 - 0     | Stahl Riesa     |
| Lokomotive Lipsia    | 2 - 1     | BFC Dynamo      |
| Vorwärts Francoforte | 0 - 1     | Dinamo Dresda   |

## Semifinali
(27 febbraio 1980)
| FC Carl Zeiss Jena - SG Dynamo Dresden        | 1:1 dts, 3:2 dcr |
| FC Rot-Weiß Erfurt - 1. FC Lokomotive Leipzig | 4:2 dts          |

## Finale
| Clubs              | FC Carl Zeiss Jena - FC Rot-Weiß Erfurt |
| Risultato          | 3-1 d.t.s. |
| Data               | 17 maggio 1980 |
| Stadio             | Stadion der Weltjugend, Berlino 45 000 spettatori |
| Arbitro            | Siegfried Kirschen, Francoforte sull'Oder |
| Marcatori          | 0:1 Romstedt (40') 1:1 Raab (81') 2:1 Kurbjuweit (94') 3:1 Sengewald (97') |
| FC Carl Zeiss Jena | Hans-Ulrich Grapenthin – Rüdiger Schnuphase – Wolfgang Schilling, Konrad Weise – Gerhard Hoppe, Andreas Krause, Lothar Kurbjuweit, Lutz Lindemann – Martin Trocha (60. Thomas Töpfer), Jürgen Raab, Eberhard Vogel (70. Dietmar Sengewald). ALL: Hans Meyer |
| FC Rot-Weiß Erfurt | Wolfgang Benkert – Hans-Joachim Teich – Uwe Becker, Dieter Göpel, Harald Brosselt – Martin Iffarth, Harald Fritz, Klaus Schröder (95. Jörg Hornik), Manfred Vogel (95. Josef Vlay) – Jürgen Heun, Armin Romstedt. ALL: Manfred Pfeifer                      |

### Campioni
| Coppa della Germania Est 1979-80 |
| -------------------------------- |
| Carl Zeiss Jena Quarto titolo    |